# Bernard Talon
Pour les articles homonymes, voir Talon.
Bernard Talon, né le 16 juin 1930 à Courcelles et mort le 9 mars 2022, à Beaucourt, est un homme politique français.

## Biographie

### Détail des fonctions et des mandats
Mandat parlementaire
- 3 novembre 1971 - 1er octobre 1980 : Sénateur du Territoire de Belfort